# Primeval
Primeval är en amerikansk långfilm från 2007 i regi av Michael Katleman, med Dominic Purcell, Brooke Langton, Orlando Jones och Jürgen Prochnow i rollerna. Manuset är skrivet av John Brancato.

## Handling
Ett amerikanskt nyhetsteam bestämmer sig för att åka till Afrika och fånga den människoätande krokodilen Gustave, men Gustave letar också efter något han kan fånga.

## Rollista
| Dominic Purcell         | – Tim Manfrey    |
| Brooke Langton          | – Aviva Masters  |
| Orlando Jones           | – Steven Johnson |
| Jürgen Prochnow         | – Jacob Krieg    |
| Gideon Emery            | – Matt Collins   |
| Gabriel Malema          | – Jojo           |
| Linda Mpondo            | – Gold Tooth     |
| Lehlohonolo Makoko      | – Beanpole       |
| Dumisani Mbebe          | – Harry          |
| Eddy 'Big Eddy' Bekombo | – Ato            |
| Chris April             | – Captain        |
| Ernest Ndhlovu          | – Shaman         |